# Christian Tissier
Pour les articles homonymes, voir Tissier.
Christian Tissier, né à Paris en 1951, est un professeur d'aïkido français, promu au grade de 8e dan d'aïkido par l'Aikikai de Tokyo.

## Biographie
Il commence à pratiquer l'aïkido enfant, en 1962, avec Jean-Claude Tavernier au sein du courant de Hiroo Mochizuki. Il devient ensuite le disciple de Mutsuro Nakazono à Paris qui lui décerne le 2e dan avant son départ pour Tōkyō en 1969. Il va à l'Aïkikai Hombu Dojo à l'âge de 18 ans, et s'y entraîne pendant sept ans. Parmi les professeurs qui l'ont inspiré il y a Seigo Yamaguchi, Kisaburo Osawa et le deuxième doshu Kisshōmaru Ueshiba.
En 1976 il rentre en France et crée à Vincennes le Cercle Tissier, lequel est aujourd'hui réputé pour l'aïkido mais propose aussi d'autres activités dans le domaine des arts martiaux ; c'est là entre autres que sont formés de nombreux enseignants et la plupart des délégués techniques de la FFAAA.
Il reçoit le septième dan en 1997, et fait partie des quelques pratiquants occidentaux à qui a été décerné le titre shihan (modèle)  par l'Aikikai.
Il refuse le 8e dan français en 2012 à la suite des différends entre les deux fédérations d'aïkido en France. La même année, il reçoit le Prix du Ministère des Affaires étrangères du Japon 2012, qui décore les individus qui ont soutenu les activités de l'Ambassade et largement contribué au développement des relations franco japonaises, des mains de l'ambassadeur du Japon en France, Ichiro Komatsu.
Christian Tissier est parmi les trois shihan (avec Miyamoto Tsuruzo et Kimura Jiro) à recevoir le 8e dan Aikikai des mains du doshu Moriteru Ueshiba au cours de la cérémonie du Kagamibiraki à Tokyo le 9 janvier 2016,,. Il est à ce jour le seul Aïkidoka non japonais à avoir reçu cette distinction de l'Aïkikaï de Tokyo.

## Publications
Collection Aïkido Fondamental
- Aïkido Fondamental - Tome 1 Sedirep  (ISBN 2-901551-10-6)
- Aïkido Fondamental - Tome 2: Culture et Traditions Sedirep  (ISBN 2-901551-00-9)
- Aïkido Fondamental - Tome 3: Aïki-jo: Techniques de Bâton Sedirep  (ISBN 2-901551-17-3)
- Aïkido Fondamental - Tome 4: Techniques avancées Sedirep  (ISBN 2-901551-40-8)

Autres livres sur l'aïkido
- Aïkido - Initiation (Budo Édition)  (ISBN 978-2-84617-256-1)
- Aïkido - Progression technique du 6e Kyu au 1er Dan Sedirep  (ISBN 2-901551-57-2)

Vidéos pédagogiques
- Aikiken - Bokken Kenjutsu mes  choix pour l'étude du Ken (VHS)
- Aïkido - Progression technique de la ceinture blanche à la ceinture noire (VHS)
- Aïkido - Principes et applications - Volume 1 : immobilisations (DVD)
- Aïkido - Principes et applications - Volume 2 : projections (DVD)
- Aïkido - Principes et applications - Coffret : immobilisations et projections (DVD)
- Aïkido - Principes et applications - Variations et applications (DVD)

Documentaires
- Christian Tissier - An Aikido Odyssey Aikido Journal (DVD)